# Posidonio
Posidonio, di Apamea, detto di Rodi (in greco antico: Ποσειδώνιος?, Poseidṓnios; Apamea, 135 a.C. circa – Rodi, 50 a.C.), è stato un filosofo, geografo e storico greco antico.
Appartenente alla scuola stoica, fu considerato il più grande filosofo della sua epoca, tanto che, per l'ampiezza degli studi, fu soprannominato "Atleta".

## Biografia
Nato ad Apamea intorno al 135 a.C., probabilmente da una famiglia nobile, verso il 117 a.C. Posidonio si recò ad Atene, dove fu allievo di Panezio, la cui interpretazione dello stoicismo incise profondamente sulla formazione e la futura attività del giovane filosofo.
Negli anni a cavallo del 95 a.C. si trasferì a Rodi, che all'epoca era un fiorente centro mercantile e culturale, e ne divenne cittadino, giungendo anche a ricoprire la carica di pritano (uno dei membri del collegio che presiedeva la bulè); sempre in questa città egli fondò la sua scuola, che fu frequentata anche da Cicerone e Pompeo Magno, anche se pochissimo si conosce sull'organizzazione di essa.
Nell'87 a.C./86 a.C. guidò una delegazione di ambasciatori  rodiesi inviati a Roma presso Gaio Mario; fu proprio nella capitale della Repubblica romana che egli instaurò rapporti coi circoli ellenizzanti del patriziato, dando impulso al legame tra le due città e i due mondi. Posidonio strinse anche un forte legame con Gneo Pompeo Magno, a cui dedicò una monografia storica.
Compì, per motivi di studio, molti viaggi in Grecia, Spagna, Africa, Italia, Sicilia, Dalmazia, Gallia, Liguria, Nord Africa e sulla costa orientale dell'Adriatico; tra l'altro, in Spagna, egli giunse fino alla costa atlantica, dove studiò le maree, che mise in connessione con l'orbita e i cicli lunari. In Gallia, invece, studiò i Celti, di cui fece vivide descrizioni di usi e costumi, trattando anche dei druidi: Posidonio, in effetti, fu molto attento alle condizioni geografiche e di vita delle popolazioni da lui visitate ed alle realtà da lui viste, traendo da esse il materiale per i suoi scritti.
Morì, forse sempre a Rodi, intorno al 50 a.C.

## Filosofia e scienza
Come filosofo, Posidonio seguì le regole della filosofia post-aristotelica, concentrandosi su fisica, etica e logica. Al primo campo appartenevano numerose opere di tipo fisico propriamente detto e di tipo teologico-etico: un'ampia Filosofia naturale in almeno 8 libri, cui seguivano opere di cosmologia e meteorologia quali Sul cosmo, in più libri, Trattato elementare di meteorologia, Fenomeni meteorologici in almeno 7 libri.
In campo etico Posidonio incentrò la sua riflessione soprattutto sulla liberazione dalle passioni e sul ruolo dei concetti di onesto e di utile nella condotta umana, oltre ad occuparsi del ruolo della provvidenza nel regolare il mondo: tali teorie erano state esposte in opere come l'Etica e nei trattati in più libri Sulle emozioni, Sull'ira, Sul conveniente, Sulla sopportazione del dolore e Sulle virtù. Alla teologia erano dedicate diverse opere: Sugli dei, in almeno 5 libri; Su eroi e demoni; Sul fato in almeno 2 libri; Sulla divinazione, in almeno 5 libri; Sull'anima, in almeno 3 libri.
Come studioso di logica, compose Sul criterio, Contro Ermagora sull'ermeneutica, cui fece seguire studi di tipo retorico, strettamente legati alla visione della logica quale criterio di argomentazione, come un'Introduzione allo stile, Sulle congiunzioni, Sul sublime, delle Esercitazioni retoriche e gli Argomenti di Demostene.
Posidonio si occupò, inoltre, di astronomia, e molte delle sue teorie confluirono nelle Naturales Quaestiones di Seneca e nei primi capitoli del III libro della Geografia di Strabone. Egli calcolò la lunghezza della circonferenza della Terra (come sappiamo da Cleomede), la grandezza della Luna, la sua distanza dalla Terra e la grandezza e la distanza del Sole. La circonferenza della Terra, stimata da Posidonio, era di circa 28.000 km, inferiore a quella più vicina al reale (39.700 km) ed ottenuta un secolo e mezzo prima da Eratostene da Cirene; la "piccola misura" di Posidonio fu accettata da Cristoforo Colombo, il quale fondava su questa distanza il calcolo del percorso da compiere per raggiungere le Indie.
Filosofi siriaci di origine semitica quali Posidonio, Diogene di Babilonia e Antipatro di Tiro fecero sì che l'astrologia, il culto degli astri e l'arte divinatoria entrassero a far parte dello studio e della pratica del saggio stoico.
Per la prima volta nella storia del pensiero occidentale, a queste discipline erano attribuiti un ruolo e una dignità analoghi a quelli delle altre scienze seconde della filosofia.
Il pensatore di Apamea fu, inoltre, il primo a misurare la profondità del mare, attaccando un sasso ad una cima e, secondo quanto riferito da Cicerone, aveva costruito un planetario che riproduceva il moto degli astri.
Scrisse anche sulle maree all'interno di un trattato che comprendeva trattazioni di zoologia marina, Sull'Oceano e le cose al suo interno: su quest'ultima opera, che costituiva la più completa trattazione dell'argomento dell'antichità ed esponeva una teoria astronomica del fenomeno in questione, si sono conservate le testimonianze di Plinio, Strabone e Prisciano Lidio.

## Storiografia
Alla luce della teoria secondo cui al progresso materiale corrisponde una decadenza dei costumi, Posidonio si dedicò anche alla storiografia, assegnandole un valore pragmatico e didascalico ed interpretando l'azione storica secondo un modulo interpretativo di tipo moralistico, approccio che ebbe notevole influsso su autori come Sallustio.
Oltre alla già citata monografia storica su Pompeo Magno, la più importante opera storica di Posidonio è rappresentata dalle Storie dopo Polibio, in 52 libri, che narravano gli eventi dal 144 (data in cui si fermavano le Storie di Polibio) all'85 (vittoria di Silla su Mitridate).
Sebbene perduta anch'essa, come il resto della produzione posidoniana, quest'opera è per noi ricostruibile nelle sue linee essenziali, grazie alla conservazione di ampie citazioni da essa, a testimonianza del largo utilizzo che ne fecero Diodoro Siculo nella Bibliotheca historica, Ateneo nei Sofisti a banchetto e Strabone nella sua Geografia. 
Essendo, come si è detto, di origine probabilmente nobile, Posidonio sposò l'orientamento politico degli optimates romani, svalutando l'ascesa al potere degli equites e i loro eccessi: espresse, pertanto, anche giudizi negativi e sullo sfruttamento disumano degli schiavi, secondo la teoria tipica della filantropia stoica, oltre a criticare eccessi ed orrori dell'imperialismo con ritratti che assumono spesso la forma grottesca della caricatura.
Nella sua opera, inoltre, per meglio comprendere il teatro dell'azione, inserì numerosi excursus etnografici e geografici sui popoli che via via entrarono a contatto con i romani, tra i quali spiccavano quelli sui Celti (frutto, come si è detto, di osservazione diretta): un esempio di tali digressioni è il fr. 67 E.-K.:
Ma quando cenano in molti, tutti stanno seduti in cerchio e il più coraggioso si trova nel mezzo, come il corifeo di un coro, perché è superiore al resto, sia per valore militare, sia per nascita, sia in ricchezza: e l'uomo che fa divertire gli altri si siede accanto a lui e poi su ciascun lato il resto degli ospiti siede in ordine regolare, a seconda che ciascuno sia eminente o non si distingua.
I loro scudieri, portando i loro grandi scudi oblunghi, chiamati θυρεοί, stanno dietro e i dorifori siedono al lato opposto in un cerchio e festeggiano allo stesso dei loro padroni. E coloro che agiscono come coppieri e portano il vino, lo portano in vasi fatti o di terracotta o di argento, in forma di botti ordinarie, cui danno il nome di ἄμβικος. Le superfici sulle quali servono la carne sono fatte dello stesso materiale; ma alcuni hanno vassoi di bronzo e alcuni hanno ceste in legno o intrecciate. La bevanda che si beve è, tra i ricchi, il vino portato dall'Italia o dalla regione intorno a Massalia; e questo è bevuto non miscelato, anche se a volte vi si mescola un po' d'acqua. Tra le classi più povere, invece, ciò che si beve è una birra di semola di grano preparato con miele e più spesso ancora senza miele; e lo chiamano κόρμα. E tutti bevono dalla stessa tazza, in piccole coppe, non più di un ciato alla volta; ma sorseggiano di frequente e uno schiavo versa a partire dalla destra e andando a sinistra; e questo è il modo in cui essi sono serviti e in cui adorano gli dei, ruotando da destra.»
(trad. A. D'Andria)

## Influsso ed eredità
Come erudito e filosofo, dunque, Posidonio guardava a un sapere enciclopedico e universale, da cui scaturirono varie opere filosofiche, scientifiche e storiche: esse costituirono un serbatoio di notizie notevolissimo, il che forse determinò il naufragio dei suoi scritti, saccheggiati da autori posteriori come Seneca (per l'attenzione alle scienze naturali) e da compilatori come Plinio il Vecchio ed Ateneo, mentre la sua concezione moralistica della storiografia, che legava il declino di Roma a quello dei costumi, agì in forma diretta, come detto, su Sallustio, soprattutto nelle Historiae (e, per suo tramite, su alcuni passaggi della praefatio di Tito Livio); l'interesse etnografico, infine, ampiamente testimoniato da Strabone e Ateneo, rivive soprattutto in Tacito, che ne fece uso nella Germania.
Anche dal poco che ci è stato tramandato per via indiretta, dunque, in Posidonio si intravede un enciclopedismo paragonabile, forse, solo a quello di Aristotele ed ispirato probabilmente dalla nozione tipicamente stoica di συμπάθεια (simpatia), per cui la connessione tra le varie branche del sapere «non esprime altro che l'unità e la connessione tra le varie parti dell'universo».

### Edizioni dei frammenti
- (EN) Posidonius, 3 voll. in 4 tomi (vol.I: The Fragments; vol.II: The Commentary: Testimonia and Fragments 1-149 - Fragments 150-293; vol.III: The Translation of the Fragments), Edited by L. Edelstein and I. G. Kidd, Cambridge Classical Texts and Commentaries, Cambridge, Cambridge University Press, 1972-1999.
- (DE) Posidonius, Die Fragmente (2 voll.), hrsg. von W. Theiler, Berlin, de Gruyter, 1982.
- Posidonio di Apamea, Frammenti delle opere storiche, filosofiche, scientifiche, presentazione e trad. a cura di Mario Prosdocimi, Collezione Uomini, tempi, idee n.5, Bologna, Massimiliano Boni Editore, 1998.
- Posidonio, Testimonianze e frammenti, a cura di Emmanuele Vimercati, Collana Il pensiero occidentale, Milano, Bompiani, 2004, ISBN 978-88-452-1211-6.
- Posidonio, Frammenti etnografici, A cura di Miska Ruggeri, testo greco e latino a fronte, Milano, La Vita Felice, 2016, ISBN 978-88-779-9663-3.

### Studi
- E. Vernon Arnold, Roman Stoicism, Cambridge, University Press, 1911.
- Francis Henry Sandbach, The Stoics, Bristol, Classical Press, 1989.
- Posidonius, edited by L. Edelstein and I. G. Kidd, Cambridge, Cambridge Universiy Press, 1989, vol. II, pp. 989–1007 (bibliografia critica).
- M. Ruggeri, Posidonio e i Celti, Firenze, Athenaeum, 2000.
- M. Martin, Posidonio d'Apamea e i Celti: un viaggiatore greco in Gallia prima di Cesare, Roma, Aracne, 2011.